# Виженка
Виже́нка (укр. Виженка) — село в Вижницкой городской общине Вижницкого района Черновицкой области Украины.
Население по переписи 2001 года составляло 1321 человек. Почтовый индекс — 59209. Телефонный код — 3730. Код КОАТУУ — 7320581001.